# Karèn Shainyan
Karèn Shainyan (Irkutsk, 1 de julio de 1981) es un periodista ruso, activista por los derechos LGBT y youtuber.

## Biografía
Shainyan es originario de Irkutsk, en Siberia, hijo de dos científicos. Obtuvo un título universitario en bioquímica en la Universidad Médica Nacional de Investigación de Rusia.  Abiertamente gay, dirige un canal de YouTube llamado Straight Talk with Gay People, donde entrevista a figuras LGBT+ internacionales para disipar los mitos comúnmente sostenidos en Rusia sobre la comunidad LGBT+.  La entrevista del canal en 2020 con el estadounidense Billy Porter marcó la primera vez que un periodista ruso entrevistó al actor. 
Cofundó el estudio Future History con Mikhail Zygar.  Fue uno de los creadores del 1968 Digital show que se presentó en el Festival de Cine de Cannes de 2018. 
En agosto de 2020, publicó un documental titulado The Chechen War on LGBT.  En diciembre de 2020, lanzó un documental titulado Minsk: Queer and Techno Protest Against the OMON, que documenta las experiencias de la comunidad LGBT+ de Minsk durante las protestas bielorrusas de 2020-2021 y la posterior represión por parte de OMON, la policía antidisturbios bielorrusa. 
En febrero de 2022, se pronunció en contra de la invasión rusa de Ucrania.  En abril de 2022, fue señalado como agente extranjero por el Ministerio de Justicia ruso. 
Según Novaya Gazeta Europe y The Insider, en julio de 2023 Shainyan fue incluido en la lista de "extremistas y terroristas" de Rosfinmonitoring.  